# Episodi di The Crown (seconda stagione)
La seconda stagione della serie televisiva The Crown, composta da dieci episodi, è stata interamente pubblicata sul servizio di streaming on demand Netflix l'8 dicembre 2017.
| nº | Titolo originale  | Titolo italiano        | Pubblicazione   |
| -- | ----------------- | ---------------------- | --------------- |
| 1  | Misadventure      | Disavventura           | 8 dicembre 2017 |
| 2  | A Company of Men  | Compagnia di uomini    | 8 dicembre 2017 |
| 3  | Lisbon            | Lisbona                | 8 dicembre 2017 |
| 4  | Beryl             | Beryl                  | 8 dicembre 2017 |
| 5  | Marionettes       | Marionette             | 8 dicembre 2017 |
| 6  | Vergangenheit     | Vergangenheit          | 8 dicembre 2017 |
| 7  | Matrimonium       | Matrimonium            | 8 dicembre 2017 |
| 8  | Dear Mrs. Kennedy | Gentile Sig.ra Kennedy | 8 dicembre 2017 |
| 9  | Paterfamilias     | Pater familias         | 8 dicembre 2017 |
| 10 | Mystery Man       | L'uomo del mistero     | 8 dicembre 2017 |

## Disavventura
- Titolo originale: Misadventure
- Diretto da: Philip Martin
- Scritto da: Peter Morgan

### Trama
Lisbona, febbraio 1957. A bordo della HMY Britannia Elisabetta e Filippo discutono lo stato del loro matrimonio, con la stampa che vocifera un'imminente crisi nella coppia reale. Elisabetta è stanca dell'atteggiamento infantile di Filippo, ammettendo che il viaggio da cui il duca di Edimburgo è appena tornato non ha sortito sul loro rapporto gli effetti sperati, contribuendo anzi ad aumentare la distanza. Stabilito che il divorzio non è una strada praticabile, Elisabetta cerca di far funzionare il matrimonio.
Cinque mesi prima. Filippo è in partenza per il suo tour di cinque mesi nel Commonwealth. Elisabetta trova nella sua valigetta una fotografia della famosa ballerina russa Galina Ulanova, sospettando che possa essere l'amante di Filippo. Intanto, in Egitto il presidente Nasser ha occupato la Compagnia del Canale di Suez e assunto il pieno controllo del Canale. Il primo ministro Eden intende corrompere i timonieri, marinai altamente qualificati che sovrintendono al passaggio delle navi nel Canale, affinché voltino le spalle a Nasser e costringano il presidente egiziano a tornare sui propri passi. Eileen Parker non è entusiasta all'idea che suo marito Mike, segretario privato di Filippo, lo accompagni nel lungo viaggio, assentandosi dalla famiglia per così tanti mesi. A bordo dell'aereo, dopo aver salutato Elisabetta, Filippo trova un biglietto della moglie con scritto "ricordati sempre che hai una famiglia".
Il quadro a Suez si complica con l'intervento dell'Unione Sovietica, alleata degli egiziani. Preoccupato che a questo punto Nasser possa decidere in qualunque momento di chiudere il Canale, interrompendo le forniture di petrolio vitali per il Regno Unito, Eden insiste per l'intervento militare. Il primo ministro riesce a convincere anche il ritroso Cancelliere dello Scacchiere Harold Macmillan, convinto che questa mossa consentirebbe a Eden di uscire finalmente dal cono d'ombra di Winston Churchill. L'unica voce contraria dentro il governo è il Segretario per gli Affari Esteri Selwyn Lloyd, secondo cui l'eventuale azione militare dovrebbe avvenire sotto l'egida delle Nazioni Unite. Lloyd si rivolge a Earl Mountbatten, lo zio di Filippo, informandolo di colloqui segreti avvenuti quella mattina tra funzionari dei Servizi segreti britannici e una delegazione del governo francese. Earl suggerisce a Elisabetta di ostacolare i propositi bellicosi di Eden, tempestandolo di domande per evidenziare la fallacia della sua strategia.
L'esercito israeliano invade la penisola del Sinai e avanza verso Suez. Eden informa Elisabetta che il governo, pronto a far intervenire le forze anglo-francesi per ristabilire lo status quo, ha lanciato un ultimatum agli egiziani. Intuendo che Eden non le sta raccontando tutta la storia, Elisabetta vuole sapere per quale motivo Israele abbia compiuto l'invasione, contravvenendo alla propria filosofia di evitare azioni su larga scala. Il primo ministro è quindi costretto a informarla che alcuni giorni prima rappresentanti dei governi di Regno Unito, Francia e Israele si sono riuniti in gran segreto a Sèvres, concordando l'attacco. A questo punto, non potendo fare marcia indietro e mancando il tempo materiale di informare il Parlamento, Eden necessita dell'appoggio della regina. Per convincerla, Eden paragona Nasser a Hitler e Mussolini, sottolineando come l'autocrate egiziano vada annientato prima che diventi troppo potente. Nella convinzione che il primo ministro debba sempre avere il sostegno del proprio sovrano, Elisabetta dà l'assenso all'intervento militare.

## Compagnia di uomini
- Titolo originale: A Company of Men
- Diretto da: Philip Martin
- Scritto da: Peter Morgan

### Trama
Mentre la carovana reale fa tappa in Nuova Guinea, dove Filippo si concede scorribande amorose con le donne del posto, il Regno Unito è stato costretto a ritirarsi da Suez. Elisabetta deve fronteggiare le tensioni economiche causate dall'indebitamento bellico, che fanno presagire la peggior crisi dal 1939, ma anche le proteste di piazza contro il governo del "guerrafondaio" Eden. Arrivato al limite della sopportazione e caricato di tutta la pressione delle sue dissennate scelte, il primo ministro comunica alla regina che gli è stato prescritto dal medico un periodo di riposo in un luogo tropicale, garantendo comunque la continuità dell'azione di governo. Eileen Parker vuole divorziare da Mike, ma per poter inoltrare l'istanza le servono prove inequivocabili di tradimento. Arrivato a Melbourne per inaugurare i sedicesimi Giochi olimpici, Filippo accetta di essere intervistato dall'avvenente giornalista Helen King. Costei, nella convinzione che i cittadini debbano sapere chi si nasconde dietro all'immagine dell'uomo più famoso del Paese, lo assilla sul suo passato, dalla fuga da Corfù in una cassa di arance fino all'esaurimento nervoso di cui fu vittima sua madre quando era bambino. Infastidito per la rievocazione di questi dolorosi ricordi, Filippo pone fine all'intervista e decide che nessun giornalista o fotografo seguirà le restanti nove settimane di viaggio.
Durante la traversata dell'oceano, la nave reale Britannia riceve una richiesta di soccorso da parte di un incrociatore australiano. L'unica persona a bordo è il capitano, rimasto privo di coscienza, che viene curato dall'équipe medica del Britannia. Nonostante il parere contrario dell'ufficiale di bandiera, Filippo pretende di riaccompagnare il ferito nella sua terra, benché ciò comporti un ritardo nel programma di viaggio. Filippo e il suo seguito trascorrono tre giorni nell'arcipelago di Tonga, ospiti del clan del capitano soccorso, un'esperienza che gli apre gli occhi sul vero significato della famiglia. Una cameriera del Men's Club intercetta una lettera spedita da Mike in cui racconta cosa è avvenuto a Tonga, consegnandola a Eileen che ha così la prova di cui aveva bisogno per chiedere il divorzio. Il giorno di Natale viene stabilito che Filippo tenga un discorso radiofonico precedente a quello tradizionale della moglie. Toccato da quanto visto a Tonga, Filippo comunica che questo viaggio gli ha concesso il privilegio di vedere diversi modi di vivere, portandolo a rivalutare ciò che ha sempre dato per scontato. Nel suo intervento Elisabetta afferma che la famiglia di Filippo è a Londra e lo aspetterà sempre.

## Lisbona
- Titolo originale: Lisbon
- Diretto da: Philip Martin
- Scritto da: Peter Morgan

### Trama
Eden torna pienamente ristabilito dal periodo di ferie trascorso in Giamaica, pronto ad affrontare le nuove sfide politiche con ritrovato entusiasmo. Tuttavia, nel Consiglio dei ministri è costretto a prendere atto di essere stato sfiduciato dal Partito Conservatore che gli addebita i danni causati all'immagine del Paese dall'improvvisa mossa di Suez. Inoltre, l'attività del governo è andata avanti tranquillamente anche in sua assenza, segno che la sua permanenza a Downing Street non è più necessaria. Come nuovo premier il partito indica il Cancelliere MacMillan, diventato il principale oppositore di Eden dopo che per primo aveva avallato la mossa di Suez. Un fattore quest'ultimo che Elisabetta, conferendogli l'incarico di formare il nuovo governo, non mancherà comunque di fargli notare.
La Corona è informata dell'intenzione da parte di Eileen di divorziare da Mike. Elisabetta teme che la fine del matrimonio dei Parker possa avere ripercussioni sulla sua unione con Filippo, se è vero che nella famigerata lettera intercettata al Men's Club si fa riferimento ai comportamenti sconvenienti avvenuti a Tonga che coinvolgono anche suo marito. Lascelles viene mandato a parlare con Eileen, invitandola ad aspettare il ritorno del marito dal tour con Filippo nel Commonewalth prima di rendere noto il divorzio. Indispettita dalle pressioni ricevute, Eileen è ancora più determinata ad affrettare i tempi e nemmeno il tentativo profuso in extremis da Elisabetta riesce a dissuaderla.
Una volta che il divorzio dei Parker diventa di dominio pubblico, Filippo pretende le immediate dimissioni di Mike dall'incarico di suo segretario personale. Benché la stampa britannica si sia dimostrata conciliante nei confronti della famiglia reale, alcuni giornali stranieri iniziano a vociferare di una presunta liaison tra Filippo e la moglie del presidente del suo circolo di uomini d'affari. Non potendo far rientrare subito il duca di Edimburgo, una mossa che lo mostrerebbe colpevole agli occhi dell'opinione pubblica, Elisabetta sceglie di recarsi personalmente a Lisbona, ultima tappa del suo viaggio, per dirimere la questione in un incontro ufficiale. Filippo si taglia la barba, fatta crescere durante le ultime settimane del tour in segno di ribellione alle convenzioni di corte, e si ricongiunge alla moglie che sceglie la Britannia come sede del loro colloquio chiarificatore. Alla domanda di Elisabetta su quale sia il suo prezzo per far funzionare il loro matrimonio, Filippo risponde di pretendere il rispetto dei notabili di corte e di non voler più essere trattato come qualcosa di meno di suo figlio ottenne Carlo, benché quest'ultimo sia l'erede al trono. Elisabetta nomina Filippo principe del Regno Unito, in aggiunta al titolo di duca di Edimburgo. Rimasto solo, Mike si trasferisce in Australia.

## Beryl
- Titolo originale: Beryl
- Diretto da: Benjamin Caron
- Scritto da: Amy Jenkins & Peter Morgan

### Trama
Terminata la relazione con Peter Townsend, da qualche tempo Margaret frequenta Billy Wallace. Mentre stanno partecipando alle nozze di una coppia di amici, Billy chiede a Margaret di sposarlo. Elisabetta accoglie con gioia questa notizia, considerando Wallace un buon partito per la sorella, e le propone di annunciare il fidanzamento durante il ricevimento che intende organizzare in occasione del suo decimo anniversario di matrimonio con Filippo. Nel frattempo, l'Unione Sovietica lancia in orbita il primo satellite artificiale, lo Sputnik 1. Leggendo la mossa come ostentazione di potere militare e sviluppo tecnologico da parte dei sovietici, Macmillan intende cogliere l'occasione per riallacciare i rapporti con gli Stati Uniti, deterioratisi dopo la crisi di Suez.
Il giorno del ricevimento Wallace rimane ferito alla gamba in un duello. Lo sfidante, Colin Tennant, era invidioso in quanto pare fosse stato uno degli spasimanti della principessa. Costei, delusa per il suo comportamento, ammette di averlo voluto sposare soltanto come atto di pietà, reputandolo una persona di poco valore che per tutta la durata del loro matrimonio guarderà sempre con disprezzo. Margaret partecipa al ricevimento di Elisabetta e Filippo, senza annunciare il proprio fidanzamento, e abbandonando la tavola dopo il brindisi del principe. Incassato il sostegno del presidente degli Stati Uniti Eisenhower nel rinnovato asse privilegiato con il Regno Unito, Macmillan deve fronteggiare le frizioni della sua unione con la moglie Dorothy, spiata mentre si intratteneva al telefono con il suo amante.
Margaret rompe con Billy e rifiuta ogni pretendente altolocato che la madre insiste nel proporle. Determinata a svagarsi, Margaret partecipa a una cena dalla sua nuova dama di compagnia Elizabeth Cavendish. Qui Margaret incontra Tony Armstrong-Jones, un fotografo che aveva visto al matrimonio dei suoi amici, interessato a scoprire la donna che si nasconde dietro l'immagine della principessa. Tony invita Margaret a posare per lui, immortalandola in maniera più moderna rispetto al tradizionalismo del fotografo di corte Cecil Beaton. Dopodiché le chiede di lasciare un ricordo della sua visita sullo specchio, firmandosi come Beryl. Confidandogli che lo pensava gay, Margaret resta ammaliata dal fascino di Tony e si fa accompagnare a casa a bordo della sua motocicletta. Il mattino seguente sui quotidiani appare una fotografia di Margaret nuda.

## Marionette
- Titolo originale: Marionettes
- Diretto da: Philippa Lowthorpe
- Scritto da: Peter Morgan

### Trama
Lord Altrincham, editore del piccolo periodico National Review, pubblica un articolo in cui, riferendosi a un discorso tenuto da Elisabetta in uno stabilimento della Jaguar, contesta lo stile oratorio della regina e la definisce una "studentessa sdolcinata". In effetti, qualcuno a corte aveva criticato il testo del discorso, definendolo antiquato per un Paese uscito profondamente cambiato dalla crisi di Suez, però lo staff aveva ignorato l'appunto, nella convinzione che l'adorazione dei sudditi verso la regina non sarebbe mai passata di moda. Nel contestato intervento Elisabetta parlava dello stile di vita monotono condotto da parecchi lavoratori, la cui rettitudine è però l'architrave che regge il Regno Unito. Mentre Elisabetta stava parlando, Altrincham si trovava nella sala d'attesa di un dentista e un ragazzo, annoiato dal discorso trasmesso sulla radio, ha cambiato stazione per ascoltare la più piacevole musica leggera. Ad Altrincham è venuta così l'ispirazione di scrivere l'articolo in un momento, l'estate, dove gli scoop sono rari.
I sudditi e la stampa si schierano inizialmente dalla parte di Elisabetta. Altrincham è contattato per farsi intervistare dal programma televisivo della sera Impact. Qui Altrincham precisa di non avere nulla di personale contro la regina, ma ritiene che la monarchia debba stare al passo coi tempi e che Elisabetta dovrebbe essere più empatica nel confrontarsi con i sudditi. L'intervista fa cambiare idea all'opinione pubblica, con la maggioranza dei quotidiani (anche conservatori) che danno ragione ad Altrincham. Si genera quindi una vera e propria crisi costituzionale che spinge il primo ministro MacMillan a chiedere a Elisabetta di arrestare un processo di screditamento della monarchia potenzialmente pericoloso, portando l'esempio della caduta di parecchie monarchie in favore di regimi repubblicani. Altrincham è convocato a corte, convinto di parlare con il segretario privato Martin Charteris, in realtà è stata Elisabetta a volergli parlare per approfondire meglio il suo punto di vista sulla sopravvivenza della monarchia britannica nel mondo moderno. Altrincham invita la regina ad abituarsi alla fine dell'era della deferenza. Elisabetta replica che a muoverlo è il livore per non essere riuscito a diventare politico, oltre a essere un giornalista insignificante. Mantenendo un atteggiamento costruttivo, Altrincham le consegna una lista di riforme che aiuterebbero la monarchia a modernizzarsi. Elisabetta accoglie alcune proposte, quali la trasmissione del discorso natalizio in televisione e l'apertura del Ballo delle debuttanti alle persone non nobili. Terminato l'incontro, Charteris intima ad Altrincham di non fare parola del suo colloquio con la regina, altrimenti verrà smentito dal palazzo. Elisabetta mantiene la sua promessa, apparendo in televisione per i tradizionali auguri natalizi.
Sei mesi più tardi, in occasione di una festa a Buckingham Palace, la Regina Madre esprime a Elisabetta il proprio imbarazzo per ciò che è stata costretta a fare in nome della modernità, sostenendo che in questo modo la monarchia sta perdendo la sua secolare autorità e finirà per ridursi al nulla.

## Vergangenheit
- Titolo originale: Vergangenheit
- Diretto da: Philippa Lowthorpe
- Scritto da: Peter Morgan

### Trama
Turingia, 1945. Un ufficiale tedesco conduce alcuni soldati americani dentro la foresta, dissotterrando un baule contenente documenti top-secret appartenuti al traduttore ufficiale di Hitler. Informato dal Foreign Office, l'allora primo ministro Churchill chiede immediatamente udienza a re Giorgio VI che stabilisce, in nome della sicurezza nazionale, di secretare tali documenti perché i sudditi, qualora dovessero mai scoprirli, non li potrebbero mai perdonare.
Regno Unito, 1958. Gli evangelisti americani del reverendo Billy Graham tengono il loro primo raduno in Inghilterra. Elisabetta vorrebbe incontrare Graham, pur venendo avvertita di stare attenta a non dare l'impressione, in qualità di capo della Chiesa anglicana, di concordare con le sue posizioni. Dopo aver ascoltato l'intervento del reverendo nella cappella privata, Elisabetta rimane affascinata da un uomo che nel successivo colloquio privato le confida di essere stato un bambino timido, immedesimandosi in lui. Edoardo esprime il desiderio di rientrare nel Regno Unito per cercare un lavoro. Elisabetta accorda il permesso allo zio, benché Filippo fosse di opposto avviso. Intanto, alcuni storici hanno trovato negli archivi i famigerati documenti, secretati tredici anni prima, che sono stati ribattezzati Marburg Files. John Wheeler-Bennett, a capo del gruppo di storici, si rivolge a Macmillan per chiedergli di intercedere direttamente presso la Corona e ottenere la desecretazione dei documenti.
Elisabetta consulta la Regina Madre, la quale era presente alla riunione in cui Giorgio VI e Churchill decisero di secretare i documenti. La Regina Madre rivela che la criticità di quelle carte sta nel fatto che esse attestano gli stretti contatti intrattenuti da Edoardo con l'alto comando nazista, arrivando addirittura fino allo stesso Hitler. Elisabetta riceve lo zio che le espone il suo progetto di tornare alla vita pubblica, indicandole tre mansioni che il governo è disposto a concedergli (ambasciatore in Francia, intermediario per la Camera di commercio oppure Alto commissario alle pubbliche relazioni del Commonwealth). Elisabetta gli sbatte in faccia le scoperte appena fatte sul suo conto, inchiodandolo al suo essersi schierato dalla parte dei tedeschi per ottenere un riparo sicuro in Spagna. Edoardo difende la propria posizione, sottolineando come la pace con la Germania avrebbe evitato quello che fu il motivo scatenante della Grande guerra. Terminato il colloquio, Elisabetta è tentata di concedere il perdono allo zio, riconoscendo come quelli in cui si trovò a governare furono tempi difficili. Filippo, mantenendo la sua ostilità verso Edoardo, invita la moglie a parlare con Lascelles per sentire anche il suo parere.
Elisabetta si reca così nella tenuta del suo ex segretario per un incontro non ufficiale. Lascelles le sconsiglia di riabilitare Edoardo, il quale quando era re si circondò di cortigiani vicini al nazismo. Edoardo inoltre violò la clausola, prevista dall'accordo di abdicazione, di ritirarsi dalla vita pubblica. Il duca di Windsor operò infatti in combutta con i nazisti, ideando un progetto (la cosiddetta operazione Willi) che prevedeva la concessione ai tedeschi del libero ingresso in Europa in cambio del suo ritorno sul trono. A sostegno della propria tesi, Lascelles afferma che Edoardo e sua moglie Wallis incontrarono Hitler ed ebbero modo di vedere quelli che sarebbero poi diventati i campi di concentramento. Quindi, lo zio di Elisabetta finì per avallare i bombardamenti sul suo stesso Paese, affinché rendessero il governo malleabile alla resa. Alla luce di quanto saputo, Elisabetta comunica a Edoardo che non gli concederà la riabilitazione e, tenendo fede all'accordo di abdicazione, lo esilia dal Regno. Il governo concede il via libera alla pubblicazione dei Marburg Files.

## Matrimonium
- Titolo originale: Matrimonium
- Diretto da: Benjamin Caron
- Scritto da: Peter Morgan

### Trama
Margaret riceve una lettera da Peter in cui le annuncia che, di ritorno da un anno trascorso in giro per il mondo, si è innamorato di un'altra donna. Per questa ragione le chiede di rompere il loro patto, secondo il quale non avrebbero potuto sposare altre persone. Invidiosa che l'ex fidanzato abbia trovato l'amore prima di lei, Margaret chiede a Tony di sposarla. Il fotografo però le oppone un rifiuto, reputando il matrimonio una gabbia per conformisti. Margaret se ne va offesa, lasciandolo solo all'apertura della sua mostra fotografica e alimentando il circo mediatico sulla loro relazione. Dopo essersi confrontato con la madre e l'amante, Tony si rende conto che non deve lasciarsi sfuggire Margaret e la passa a prendere a palazzo, per poi farle la proposta di matrimonio. Margaret accetta, facendosi promettere che non la ferirà.
Elisabetta assicura alla sorella che stavolta non ostacolerà il suo matrimonio, desiderando evitare un altro scandalo dopo il precedente Townsend. Margaret vuole annunciare le proprie nozze prima di quelle di Peter, il quale si sposa con una diciannovenne conosciuta a Bruxelles, e ha in mente un evento glamour che produrrà una forte rottura rispetto alla tradizione di corte.  Lady Rosse, la madre di Tony, non è entusiasta all'idea del matrimonio, avendo sempre prediletto l'altro suo figlio, Michael. Elisabetta ha saputo di essere incinta, quindi sarà costretta a rinviare di qualche mese l'annuncio di Margaret, non potendosi sovrapporre alla nascita del nuovo royal baby. Margaret reagisce male a quello che considera l'ennesimo diversivo per impedire la sua felicità. Come segnale distensivo, Elisabetta organizza un ricevimento in onore di Margaret e Tony, facendo notare alla sorella come per Peter non avesse fatto altrettanto. Durante la festa, Tony viene a sapere che la sua amante è incinta, non sapendo se il figlio è suo oppure di Jeremy, l'altro uomo con cui entrambi intattengono un ménage à trois. Elisabetta deve tenere a bada Filippo, contrariato per il fatto che gli Armstrong-Jones siano stati ammessi a corte così facilmente, mentre a suo tempo lui (pur vantando una discendenza reale) ha dovuto faticare parecchio per farsi accettare. Elisabetta commissiona un'indagine sul conto di Tony, scoprendo che nasconde ben tre relazioni parallele, oltre a una sospetta bisessualità.
Nel 1960, Elisabetta dà alla luce il suo terzogenito Andrea. Margaret chiede di poter annunciare il suo fidanzamento con Tony, ma Elisabetta le chiede se è sicura di quello che sta facendo. Margaret le assicura che è sua ferma intenzione sposare Tony ed Elisabetta, tenendole nascoste le scoperte fatte sul conto del suo futuro marito, acconsente alle nozze. Tony e Margaret si sposano nell'abbazia di Westminster, con Filippo che accompagna la sposa all'altare in sostituzione del defunto Giorgio VI. Tony rinfaccia alla madre che finalmente può essere fiera di lui, avendo portato la famiglia a imparentarsi con la casa reale.

## Gentile Sig.ra Kennedy
- Titolo originale: Dear Mrs. Kennedy
- Diretto da: Stephen Daldry
- Scritto da: Peter Morgan

### Trama
1963. Guardandosi allo specchio dopo una battuta di caccia con il primo ministro Macmillan, Elisabetta si accorge che sta invecchiando. Questa preoccupazione deriva dall'imminente cena informale con il presidente americano John Fitzgerald Kennedy, la cui moglie Jacqueline è ritratta dai media come esempio di radiosa gioventù ed eccellente preparazione accademica. In vista dell'appuntamento, Elisabetta lavora sulla sua immagine per non sfigurare al cospetto di Jacqueline. Terminata la cena, Elisabetta la accompagna in un tour del palazzo, scoprendo una donna semplice e opposta rispetto alla sua immagine pubblica. Tra le due donne sembra nascere un'innata simpatia. Nel frattempo, il presidente del Ghana Nkrumah sta fomentando la rivolta delle colonie britanniche africane contro la madrepatria per entrare nell'orbita dell'Unione Sovietica, la quale vuole assestare un duro colpo all'influenza degli Stati Uniti nell'area.
Il giorno seguente Margaret riferisce a Elisabetta di aver saputo che Jacqueline ha sparlato di lei a una cena. Per appurare questa circostanza, Elisabetta chiede conferma al suo vecchio amico d'infanzia Patrick Plunket, anch'egli presente alla cena. Patrick riferisce che Jacqueline ha trovato Elisabetta una "donna di mezza età" che rischia di appannare il ruolo geopolitico della Gran Bretagna nel mondo. In effetti, la situazione precipita in Ghana quando gli Stati Uniti si chiamano fuori e il presidente Nkrumah, rendendo ormai chiara la sua futura affiliazione politica, è volato a Mosca per ricevere un'onorificenza dal presidente Krusciov in persona. Elisabetta decide di volare in Ghana per parlare a quattrocchi con Nkrumah, ma il viaggio finisce nel mirino della stampa perché la regina non può prediligere nessuna delle colonie a scapito della altre. Da Londra, Macmillan informa Elisabetta che militari sovietici stanno raggiungendo il Ghana per sovrintendere i lavori della futura diga di Akosombo, fortemente voluta da Nkrumah. Rompendo ogni protocollo, Elisabetta balla con Nkrumah. Intanto, negli Stati Uniti il presidente Kennedy tiene un discorso a una cena di Stato in cui invoca il recupero dei veri valori americani prima di autoproclamarsi leader del mondo. Kennedy ringrazia Jacqueline, in quanto la sua strategia di denigrare Elisabetta ha spronato la sovrana britannica a recarsi in Ghana, producendo il fondamentale risultato di evitare che il Paese finisse in mano ai sovietici.
La stampa elogia Elisabetta per il suo impegno verso il Commonwealth, considerando la missione in Ghana un grande risultato di politica estera. Jacqueline le chiede un incontro privato, che Elisabetta stabilisce di tenere al castello di Windsor. Qui Jacqueline si scusa per la sua uscita, rivelandole che durante la cena era sotto l'effetto di metanfetamina per placare i problemi di salute del marito John. Jacqueline si dice ammirata di come Elisabetta e la casa reale inglese sono capaci di gestire la pressione, contrariamente a lei e suo marito che devono fare i salti mortali per restare a galla. Il 22 novembre Elisabetta è informata che il presidente Kennedy è rimasto vittima di un attentato a Dallas. Elisabetta ordina una settimana di lutto stretto e il suono della campana di Westminster, esattamente come accade quando muore un membro della famiglia reale. Dopodiché scrive un telegramma a Jacqueline.

## Pater familias
- Titolo originale: Paterfamilias
- Diretto da: Stephen Daldry
- Scritto da: Tom Edge & Peter Morgan

### Trama
Elisabetta ha voluto che il primogenito Carlo fosse il primo reale a frequentare la scuola con i coetanei. Terminata l'istruzione primaria, alla regina viene suggerito di iscriverlo all'esclusivo Eton College, situato proprio accanto al palazzo reale. Tuttavia, Filippo non è affatto d'accordo con questa scelta e decide che Carlo dovrà studiare a Gordonstoun, in Scozia. Questo non solo perché è stata la sua stessa scuola, ma anche per far vivere al figlio un'esperienza temprante presso un istituto, lontano da casa, in cui verrà trattato come tutti gli altri studenti. Filippo accompagna Carlo a Gordonstoun in aereo, esattamente come capitò a lui quando volò assieme alla sorella, dopodiché lo iscrive alla sfida annuale della scuola per sottoporlo a un'estenuante prova fisica.
1934. Filippo viene mandato a studiare a Gordonstoun. Qui inizia a comportarsi da principe snob, rifiutandosi di partecipare alle attività con gli altri studenti. Dopo una lite con Jim Orr, Filippo finisce nell'ufficio del preside Kurt Hahn, un pedagogista tedesco fuggito alle persecuzioni naziste che ha trovato riparo in Scozia e fondato Gordonstoun, un luogo in cui forgiare gli uomini che avrebbero abitato il nuovo mondo uscito dalle ceneri della guerra. Diventato sicuro di sé, Filippo si vendica contro Jim, tirandogli un pugno durante un'esercitazione. Hahn lo punisce, impedendogli di tornare a casa per le vacanze che avrebbe dovuto trascorrere con la sorella Cecile. Hahn comunica a Filippo che tutta la famiglia di sua sorella è rimasta vittima di un incidente aereo, senza sopravvissuti. Scioccato per la notizia, Filippo tenta di fuggire per non dover affrontare il dolore del funerale. L'intervento di Hahn lo convince ad andare in Germania, dove al termine della cerimonia subisce il rimprovero di suo padre Andrea per aver indirettamente, con il suo comportamento, causato la tragedia. Tornato a Gordonstoun, Filippo completa la costruzione del cancello d'ingresso, compito che Hahn gli aveva assegnato come punizione.
Presente. L'ambientamento di Carlo a Gordonstoun non è semplice. Saputo che il figlio è infelice, Elisabetta vuole toglierlo dalla scuola, facendo leva sul superiore interesse della corona nell'avere un futuro re con la maggiormente consona istruzione di Eton. Filippo però si oppone, ricordando alla moglie come i loro accordi prevedessero che l'istruzione di Carlo sarebbe stata in capo a lui, minacciando il divorzio se dovesse mandarlo a Eton. A Gordonstoun, Kurt Hahn sprona Carlo ad affrontare le difficoltà, le stesse che a suo tempo dovette vivere suo padre. Benché il preside gli avesse proposto di sollevarlo dalla gara agonistica, Carlo decide di affrontarla ugualmente, restando però indietro sin dall'inizio. Filippo giunge a Gordonstoun per premiare gli studenti che hanno partecipato alla gara, ma di Carlo non c'è traccia. Quando il principe comincia a parlare, Carlo entra dalla sala accompagnato dall'uomo che era stato mandato a cercarlo. La squadra vincitrice è quella di Carlo, ma quest'ultimo resta in fondo alla sala per la vergogna di aver fallito. Tornando a casa, Filippo si dice orgoglioso di lui per aver comunque affrontato la sfida, tuttavia inizia a compiere manovre spericolate per dargli una lezione di carattere che gli servirà in futuro. Carlo farà ritorno a Gordonstoun nei successivi cinque anni, descrivendo poi la scuola come un "inferno". I futuri figli di Carlo, i Principi William e Harry, frequenteranno l'Eton College.

## L'uomo del mistero
- Titolo originale: Mystery Man
- Diretto da: Benjamin Caron
- Scritto da: Peter Morgan

### Trama
Aprile 1962. Filippo si infortuna al collo durante l'allenamento mattutino. Rimesso in sesto dall'osteopata Stephen Ward, Filippo viene da questi invitato a una festa che si terrà nella sua tenuta la domenica successiva.
Marzo 1963. Nel Regno Unito scoppia lo scandalo Profumo, originato dalla frequentazione tra l'omonimo segretario per la guerra e la escort Christine Keller, quest'ultima legata sentimentalmente a un funzionario dell'ambasciata sovietica. La scoperta della liaison tra Profumo e Keller è avvenuta alla festa nella tenuta di Stephen Ward, con la polizia che sta cercando di identificare un uomo fotografato di spalle. A un anno dalle elezioni generali, Macmillan ha paura che questo scandalo possa offuscare i buoni risultati ottenuti dal suo governo. Elisabetta riceve la notizia di essere nuovamente incinta, ma non può comunicarla a Filippo perché è improvvisamente partito per un non precisato impegno urgente. Anche Margaret aspetta un figlio, il secondo dopo il primogenito David, nato due anni prima. Margaret riferisce a Elisabetta di aver sentito che l'uomo di spalle nella foto a casa Ward potrebbe essere Filippo. Profumo rassegna le dimissioni e Macmillan intende fare altrettanto, ma Elisabetta lo invita a restare al suo posto per garantire stabilità al Paese, soprattutto perché i medici le hanno imposto di trascorrere la gravidanza in assoluto riposo. Mentre Elisabetta si trasferisce a Balmoral, Filippo parte per un nuovo e misterioso viaggio a St. Moritz.
La stampa britannica si scandalizza perché il processo Ward sta mettendo in scena la decadenza di valori civili e morali del Paese. Macmillan assiste tra il pubblico a Beyond the Fringe, uno spettacolo in cui la politica britannica è oggetto di feroce satira, dopo che la moglie vi era andata insieme all'amante. Riconosciuto dai comici, Macmillan è ancora più deriso. Ward si suicida per overdose e la polizia rinviene nel suo studio un ritratto, arte in cui l'osteopata si dilettava, che raffigura Filippo, oltre a numerose altre tele che svelano un vero e proprio giro di prostituzione messo in piedi dallo stesso Ward. Macmillan presenta nuovamente le proprie dimissioni a Elisabetta, adducendo gravi problemi di salute. I medici però sostengono che Macmillan, sofferente di un tumore begnino, abbia notevolmente esagerato le proprie condizioni per fuggire alle responsabilità pubbliche. Elisabetta incontra Macmillan in ospedale, dove il primo ministro uscente le suggerisce di nominare Lord Alec Douglas-Home come proprio successore. Elisabetta accetta questa scelta che non mancherà tuttavia di generare polemiche, in virtù dei rapporti stretti tra Douglas-Home e la casa reale. Elisabetta lamenta di aver avuto, nei suoi primi dieci anni di regno, tre primi ministri (Churchill, Eden e Macmillan) tutti molto ambiziosi, ma nessuno dei quali è stato capace di terminare il proprio mandato.
Filippo raggiunge Elisabetta a Balmoral, ma è da questa respinto per il suo comportamento scostante degli ultimi mesi. La regina stabilisce che è giunto il momento di chiarire la faccenda dei rapporti tra suo marito e Ward. Filippo dichiara di non averlo mai incontrato al di fuori del suo studio medico, versione a cui Elisabetta non crede. Filippo assicura alla moglie di essere al suo fianco non per i titoli o tutto ciò che gli ha concesso, bensì perché la ama.
Marzo 1964. Elisabetta dà alla luce il suo quarto figlio, Edoardo, mentre Margaret ha partorito una bambina, Sarah. L'intera famiglia reale è immortalata dal fotografo di corte.